# Гарибальдия
Гарибальдия, или гарибальди (лат. Hypsypops rubicundus) — вид лучепёрых рыб из семейства помацентровых (Pomacentridae). Единственный вид рода Hypsypops, находится под охраной в США. Ближайший родственный род — Пармы (Parma) с юго-западной части Тихого океана.

## Описание
Тело высокое, ярко-оранжевого цвета, длиной до 30 см. У молодых особей туловище не столь высокое, светло-красного цвета и покрыто синими пятнами.

## Распространение
Гарибальдии живут в прохладных водах лесов водорослей и у скалистых берегов в восточной части Тихого океана от Монтерея до Нижней Калифорнии и острова Гуадалупе на глубине до 30 метров.

## Название
Вид назван в честь итальянского борца за свободу Джузеппе Гарибальди (1807—1882) за его знаменитые «красные рубашки». Hypsypops — искусственное слово с комичным качеством (придумал Теодор Гилл в 1861 году), состоит из греческих hypsi — «высокой», hypo — «под» и ops — «глаз» (hypopion «щека», «лицо»), что означает «(рыба) с высокими щеками». Rubicundus с латинского означает «светло-красный, малиновый».

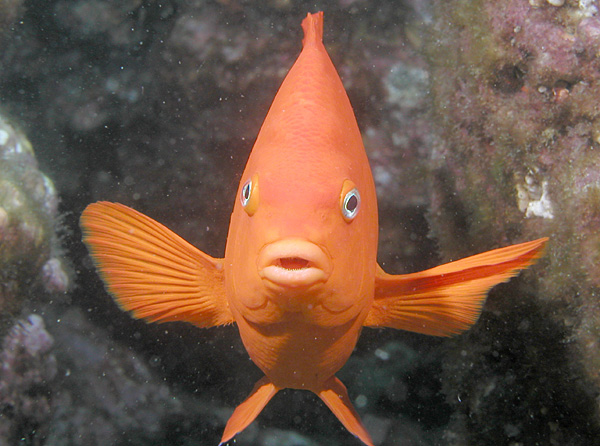
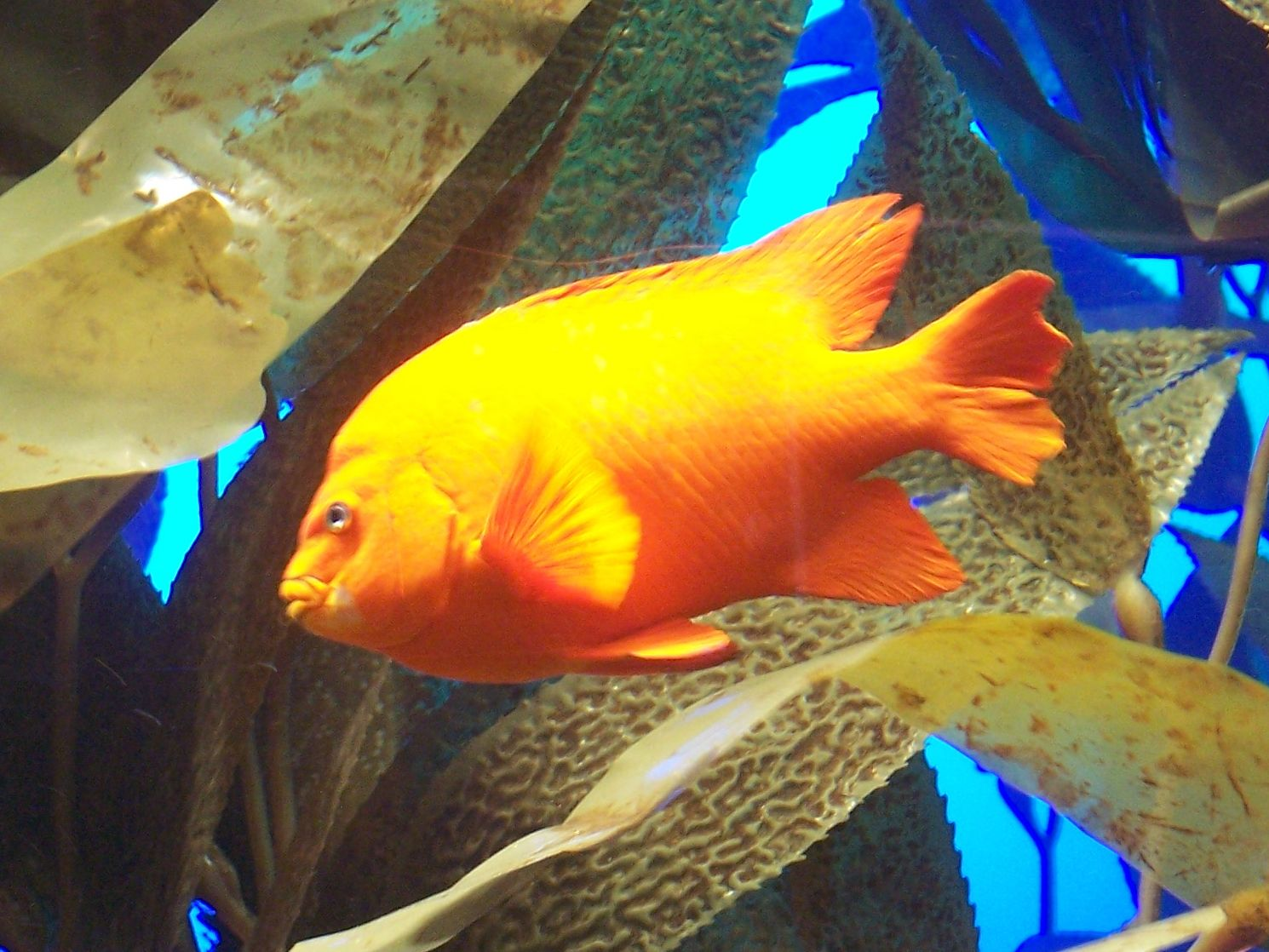
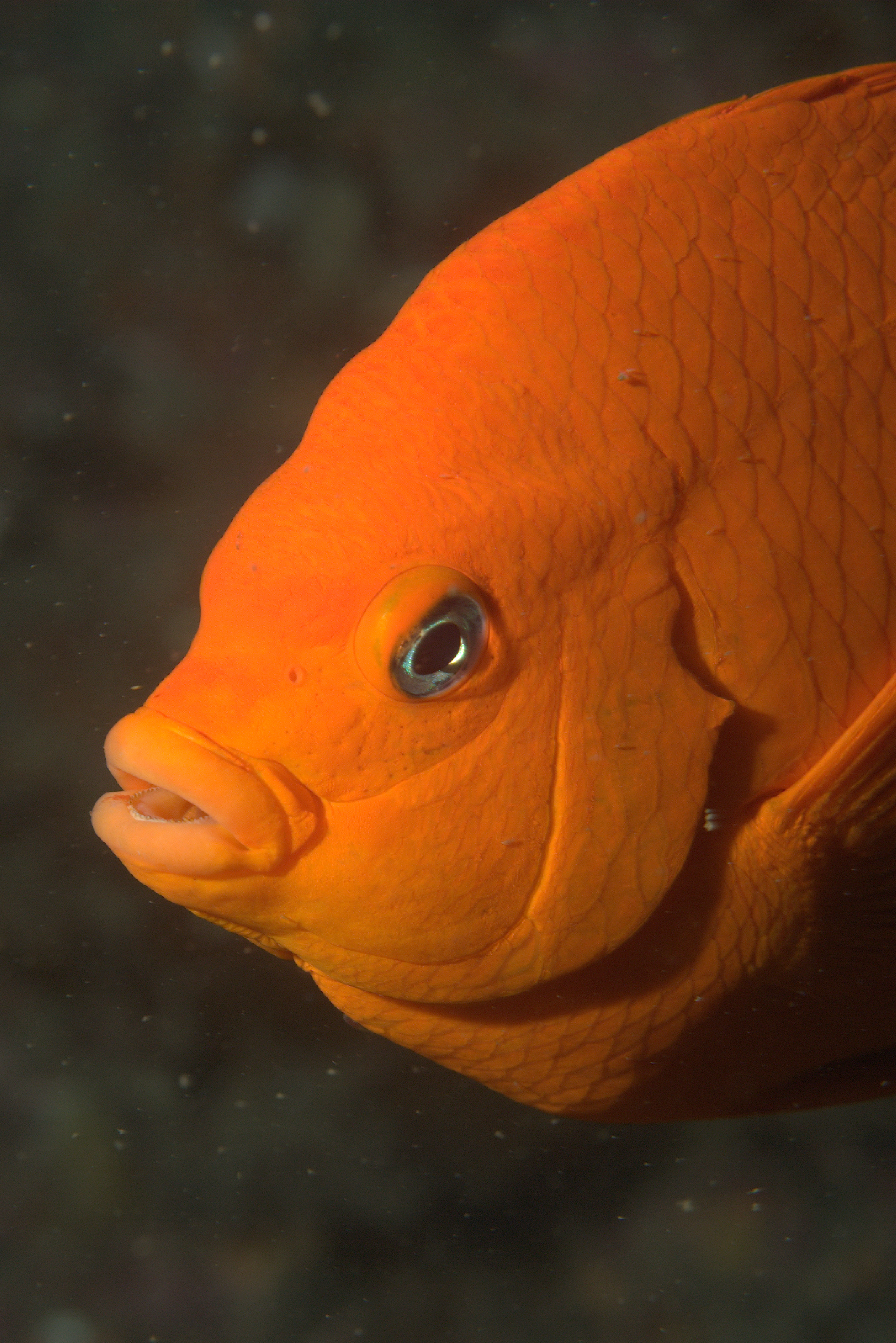